# Bronisława Wajs
Bronisława Wajs (* 17. August 1910 in Lublin; † 8. Februar 1987 in Inowrocław) war eine polnische Roma-Dichterin und -Sängerin.

## Leben
Bronisława Wajs, bekannt als Papusza („Puppe“ auf Romani), ist eine der bekanntesten Roma-Lyrikerinnen. Sie stammt aus der Gruppe der polnischen Tiefland-Roma. Laut amtlichem Eintrag ist ihr Geburtstag der 30. Mai 1910, doch möglicherweise wurde sie schon 1908 oder 1909 geboren. Ihr Vater gehörte einer aus Ermland (poln.: Warmia) stammenden  Sippe an, ihre Mutter war eine galizische Romni. Als Papusza 5 war, starb ihr Vater in Sibirien. 8 Jahre später heiratete ihre Mutter Jan Wajs, der zu einem Clan wandernder Harfenspieler gehörte. Lesen und schreiben lernte Papusza mit ca. 12 Jahren von den Kindern der Bauern, die sie traf. „Ich stahl immer irgendetwas und brachte es ihnen, damit sie mir etwas zeigten, und so lernte ich a, b, c, d und so weiter.“ Auch eine jüdische Buchhändlerin gab ihr im Gegenzug für ein gestohlenes Huhn Unterricht. Papusza las viel und bat ihre Familie, sie in die Schule zu schicken, doch das wurde abgelehnt. Mit 15 oder 16 Jahren wurde sie mit dem viel älteren Harfenisten Dionizy Wajs, einem Verwandten ihres Stiefvaters, verheiratet. Der Wajs-Clan bewahrte im Familienbesitz ein Dokument auf, das belegte, dass Vorfahren am Hof der Königin Marysieńka Sobieska aufgetreten waren. Die Ehe war nicht glücklich.

Während des Zweiten Weltkriegs versteckte sich der Clan in den Wäldern:
Wald, mein Vater,

schwarzer Vater!

Du hast mich erzogen,

du hast mich verworfen.

Deine Blätter zittern,

ich zittre mit ihnen,

du singst, und ich singe,

du lachst, und ich lache.

Du hast nicht vergessen,

auch ich dich erinnre.

Gott, wohin gehen?

Was tun, woher nehmen

die Märchen und Lieder?

Ich geh nicht ins Dickicht,

treff keinen der Flüsse.

Wald, mein Vater,

schwarzer Vater!
Wagen und Pferde ließen sie zurück, doch die schweren Harfen wurden auf dem Rücken mitgetragen. Papusza erzählt davon in ihrem längsten Gedicht: Ratfale jasfa – so pal sasendyr pšegijam upre Volyň 43 a 44 berša (Blutstränen – was wir von den deutschen Soldaten in Volyň '43 und '44 ertragen mussten).

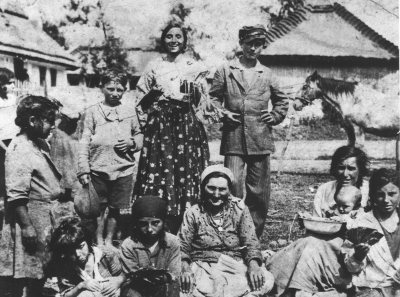
Bronisława Wajs (1930)

In den Jahren 1948 bis 1950 wanderte der polnische angehende Wissenschaftler und Literat Jerzy Ficowski mit dem Roma-Clan zusammen, lernte dabei ihre Sprache und Bräuche, aber auch Papusza kennen. Er erkannte ihre große Begabung und ermutigte sie zum Schreiben. Die Gedichte, die er bekam, übersetzte er ins Polnische und legte sie dem Dichter Julian Tuwim vor, der von ihnen begeistert war. Dank dessen Unterstützung (Ficowski hatte zu diesem Zeitpunkt noch keinen Namen) wurden die ersten Papusza-Gedichte in der Literaturzeitschrift „Nowa Kultura“ 1951 (später noch in weiteren) veröffentlicht. Da sie von polnischen Literaten lobend angenommen wurden, bereitete Ficowski eine größere Gedichtsammlung vor, die als Buch Pieśni Papuszy (Papuszas Lieder), das ihre Romani-Originale und seine polnische Übersetzung enthielt, 1956 erschien. Ficowski, der sich mit den Roma-Bräuchen auch nach seiner unter den Romas verbrachten Zeit intensiv befasste, wurde Berater der polnischen Regierung für „Zigeunerfragen“. Er unterstützte die Ansiedlungspolitik der Regierung, die zuerst mit materiellen Anreizen (Zurverfügungstellung von Wohnungen etc.) und später mit Zwang operierte. So erschien Papusza, die von Ficowski gefördert worden war und die er auch immer wieder als angebliche Zeugin für seine Auffassungen zitierte, den Roma als Verräterin.
Sie wurde vom Śero Rom („Kopf der Roma, Hetman, Richter“) für Fankoter (ausgestoßen, totale Isolation für unbestimmte Zeit) erklärt und aus der Gemeinschaft der Roma ausgeschlossen. Nach diesem Schock musste sie 8 Monate in einer psychiatrischen Anstalt verbringen und schrieb erst in den späten 1960er/frühen 1970er Jahren noch einmal einige Gedichte, bevor sie endgültig verstummte. Nachdem sie viele Jahre isoliert in der westpolnischen Stadt Gorzów Wielkopolski gelebt hatte (wo eine Gedenktafel an ihrem Wohnhaus in der Straße Kosynierów Gdyńskich an sie erinnert), verbrachte sie die letzten Jahre bis zu ihrem Tod wieder bei ihrer Familie in Inowrocław.

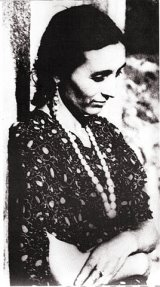

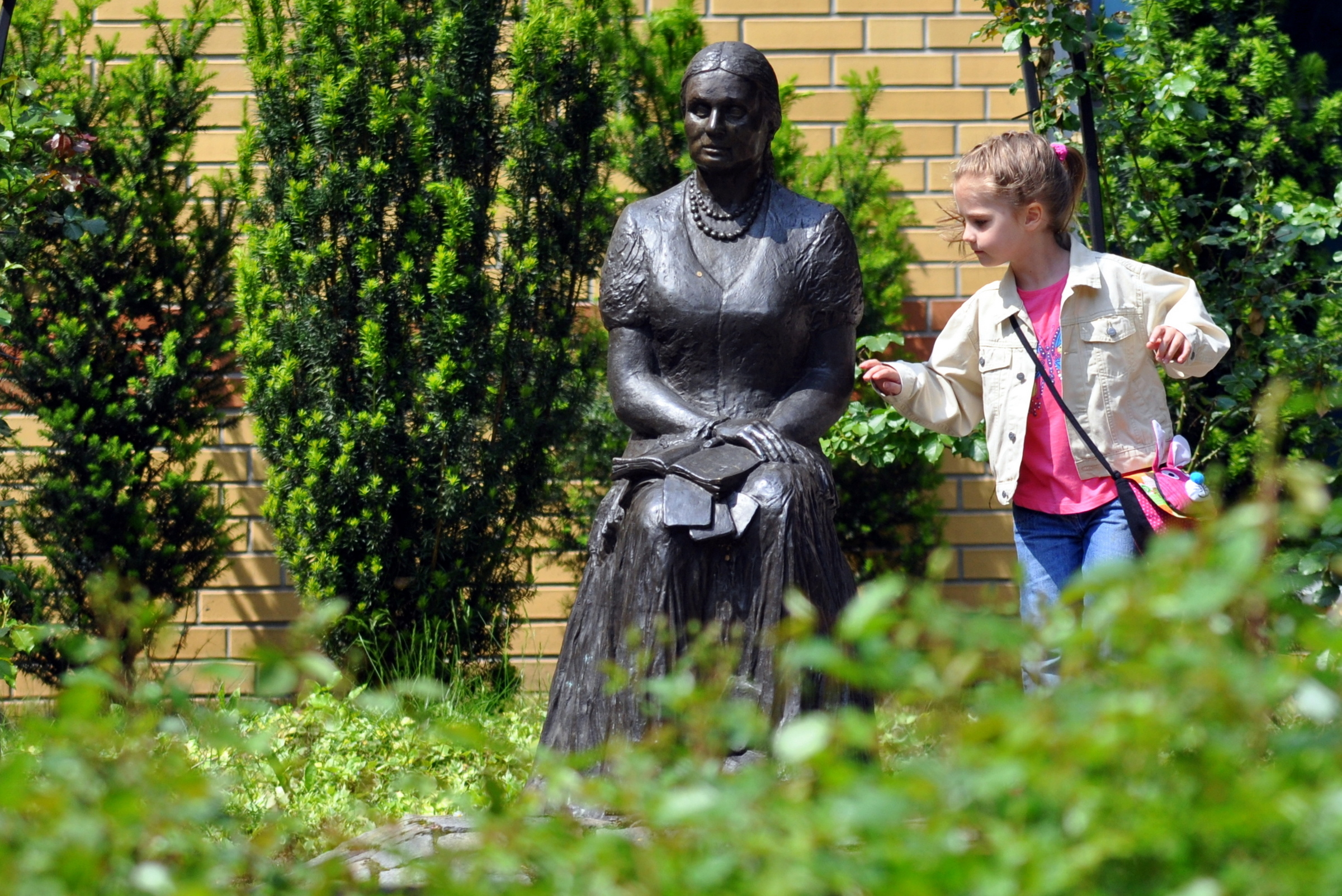
Denkmal in Gorzów Wielkopolski

## Filme
- 1974: Papusza, Dokumentarfilm von Maja Wójcik und Ryszard Wójcik, 32 Min., in Farbe; besteht hauptsächlich aus Gesprächen mit Bronisława Wajs und Jerzy Ficowski
- 1991: Historia cyganki, Dokumentarfilm von Greg Kowalski, 42 Min., schwarz-weiß, enthält Erinnerungen einiger Personen, die Papusza kannten sowie auch ihre eigenen
- 2013: Papusza – Die Poetin der Roma (Papusza), Spielfilm von Krzysztof Krauze und Joanna Kos-Krauze, 126 Min, schwarz-weiß, die Rolle der Bronisława Wajs spielte Jowita Budnik; eine realistisch-poetische Biografie

## Literarische Rezeption
Durch die Biographie Bronisława Wajs' wurde der irische Schriftsteller Colum McCann für die Figur der slowakischen Roma-Dichterin und Sängerin Zoli Novotna, der Protagonistin seines Romans Zoli (2006), inspiriert. Ähnlichkeiten, auch bei einzelnen Personenbeziehungen, findet man v. a. am Anfang der Handlung: Die Verfolgungen der Roma während des Zweiten Weltkriegs; Zoli lernt, trotz Verstoß gegen die Bräuche, lesen und schreiben; ihr alter Mann (sie wird mit 14 Jahren verheiratet) ist der Geigenspieler Petr (→Dionizy Wajs), ihr Förderer der Dichter Martin Stránský (→Jerzy Ficowski); wegen eigenwilliger, unangepasster Lieder wird Zoli von ihrer Sippe verstoßen.

## Werke
- Papuscha. Gedichte / Papusza. Wiersze. Unabhängige Verlagsbuchhandlung Ackerstrasse, Berlin 1992, ISBN 3-86172-032-9.
- Papuszas gesprochene Lieder. Kleistmuseum, Frankfurt (Oder) 2011, ISBN 978-3-938008-30-0.